# The Eternal Dagger
The Eternal Dagger est un jeu vidéo de rôle développé et publié par Strategic Simulations en 1987 sur Apple II, Atari 8-bit, Commodore 64 et IBM PC. Le jeu fait suite à Wizard's Crown, publié en 1985, et se déroule dans un univers médiéval fantastique. Le joueur doit y retrouver une dague magique afin de refermer le portail utilisé par les démons pour envahir le monde,,,,. Au total, Strategic Simulations a vendu 18 471 copies du jeu.
Rétrospectivement, la journaliste Scorpia du magazine Computer Gaming World note que The Eternal Dagger utilise un moteur de jeu quasiment identique à celui de Wizard's Crown et qu’il ne bénéficie donc que de peu d’améliorations. Elle estime également que le jeu se focalise trop sur la magie lors des combats, et que les ennemis sont beaucoup plus puissants que dans le premier volet, ce qui rend les combats beaucoup trop longs, notamment dans les donjons ou ces derniers deviennent « frustrants ». En conclusion, elle le juge donc « moins bon » que son prédécesseur, malgré un scénario intéressant, et estime qu’il « nécessite de la patience ».